# Mátrai Vilmos
| Mátrai Vilmos. Kieselbach Galéria         | Mátrai Vilmos. Kieselbach Galéria         |
| Kattints az alábbi külső linkek egyikére! | Kattints az alábbi külső linkek egyikére! |
| ----------------------------------------- | ----------------------------------------- |
| Nem található szabad kép.(?)              |                                           |
| külső link · jogvédett                    | Mátrai Vilmos.                            |

Mátrai Vilmos, született Muderlak Vilmos (Budapest, 1877. június 26. – Budapest, 1961. február 14.) iparművész, festőművész, rajztanár.

## Pályafutása
Mátrai (Muderlak) Lajos szobrász-tanár és Kreier Vilma (1859-1942) fia. A budapesti Mintarajziskolában, valamint a nagybányai és a szolnoki művésztelepen tanult. Budapesten az óbudai Árpád Gimnáziumban működött mint rajztanár. Festményei főként tájképek. 1904-től állított ki a Műcsarnokban és a Nemzeti Szalonban. 1922-ben és 1923-ban a Nemzeti Szalon csoportos tárlatán szerepelt műveivel.
Tanított a Mintarajziskola és Rajztanárképzőben. 1902-ben, 25 éves korában írta meg Látszattan c. könyvét, amely elsőként teljes egészében a perspektíva témakörét taglalja. Lyka Károly 1904-ben a Művészet című folyóirat negyedik számában az újonnan alakult szolnoki művésztelep tagjai közé sorolja. 1929-ben publikálta „In memoriam Olgyai Viktor" című tanulmányát mesteréről.
A Tabánban, a Döbrentei tér 22. szám alatt volt a műterme. Egy üzlethelyiséget rendezett be erre a célra, ahol műveit kiállította. Képeinek gyakori témája az akkor még létező tabáni romantika ábrázolása.
Háromszor nősült. Első felesége Fried Mór és Kulpin Róza lánya, Rózsa volt, akivel 1911. szeptember 28-án Budapesten kötött házasságot. Felesége halála után ismét megnősült. 1920. február 21-én Budapesten, a Ferencvárosban nőül vette Gaál Annát. A házasságot 1926-ban felbontották.
Elhunyt 1961. február 14-én, 83 éves korában. Örök nyugalomra helyezték 1961. február 18-án a Farkasréti temetőben a római katolikus egyház szertartása szerint. Harmadik felesége Schmidt Judit volt, aki 24 évvel élte túl, 1985-ben hunyt el.